# Grotte du Bouillon
La grotte du Bouillon est une grotte située à Vichel-Nanteuil, en France.

## Localisation
La grotte est située sur la commune de Vichel-Nanteuil, dans le département de l'Aisne.

## Historique
La grotte est classée au titre des monuments historiques en 1981.